# اس‌ام یو-۵۵
اس‌ام یو-۵۵ (به انگلیسی: SM U-55) یک زیردریایی بود که طول آن ۶۲٫۲ متر (۲۰۴ فوت ۱ اینچ) بود. این زیردریایی در سال ۱۹۱۶ ساخته شد.